# Grand Siège de Montevideo
 (septembre 2022).
La mise en forme du texte ne suit pas les recommandations de Wikipédia : il faut le « wikifier ».
Les points d'amélioration suivants sont les cas les plus fréquents. Le détail des points à revoir est peut-être précisé sur la page de discussion.
- Les titres sont pré-formatés par le logiciel. Ils ne sont ni en capitales, ni en gras.
- Le texte ne doit pas être écrit en capitales (les noms de famille non plus), ni en gras, ni en italique, ni en « petit »…
- Le gras n'est utilisé que pour surligner le titre de l'article dans l'introduction, une seule fois.
- L'italique est rarement utilisé : mots en langue étrangère, titres d'œuvres, noms de bateaux, etc.
- Les citations ne sont pas en italique mais en corps de texte normal. Elles sont entourées par des guillemets français : « et ».
- Les listes à puces sont à éviter, des paragraphes rédigés étant largement préférés. Les tableaux sont à réserver à la présentation de données structurées (résultats, etc.).
- Les appels de note de bas de page (petits chiffres en exposant, introduits par l'outil «  Source ») sont à placer entre la fin de phrase et le point final[comme ça].
- Les liens internes (vers d'autres articles de Wikipédia) sont à choisir avec parcimonie. Créez des liens vers des articles approfondissant le sujet. Les termes génériques sans rapport avec le sujet sont à éviter, ainsi que les répétitions de liens vers un même terme.
- Les liens externes sont à placer uniquement dans une section « Liens externes », à la fin de l'article. Ces liens sont à choisir avec parcimonie suivant les règles définies. Si un lien sert de source à l'article, son insertion dans le texte est à faire par les notes de bas de page.
- La présentation des références doit suivre les conventions bibliographiques. Il est recommandé d'utiliser les modèles {{Ouvrage}}, {{Chapitre}}, {{Article}}, {{Lien web}} et/ou {{Bibliographie}}. Le mode d'édition visuel peut mettre en forme automatiquement les références.
- Insérer une infobox (cadre d'informations à droite) n'est pas obligatoire pour parachever la mise en page.

Pour une aide détaillée, merci de consulter Aide:Wikification.
Si vous pensez que ces points ont été résolus, vous pouvez retirer ce bandeau et améliorer la mise en forme d'un autre article.
Épisode de la grande guerre d'Uruguay
Le grand siège de Montevideo (en espagnol : Gran Sitio de Montevideo), nommé Sitio Grande dans l'historiographie uruguayenne, était le siège subi par la ville de Montevideo entre 1843 et 1851 pendant la grande guerre d'Uruguay.
En pratique, ce siège signifiait que l'Uruguay avait deux gouvernements parallèles :
- Le Gouvernement de la Défense à Montevideo, dirigé par Joaquín Suárez (1843 – 1852).
- Le Gouvernement du Cerrito, dirigeant le reste du pays, dirigé par Manuel Oribe (1843 - 1851).

## Antécédents
En juillet 1836, Fructuoso Rivera, offensé par les résultats obtenus par une commission chargée d'examiner les comptes de sa période gouvernementale et également démis de ses fonctions de commandant de campagne, recourut aux armes. Le 19 septembre 1836, la bataille de Carpintería eut lieu entre l'armée fidèle au gouvernement de Manuel Oribe - sous son commandement et celui de Juan Antonio Lavalleja - et les forces révolutionnaires de Fructuoso Rivera, alliées aux unitariens argentins exilés en Uruguay. sous le commandement du général Juan Lavalle. Il a eu lieu sur les rives du ruisseau Carpintería, dans le département de Durazno.
L'année suivante, Rivera revient à la charge, renforcée par des troupes du Rio Grande do Sul, et parvient à vaincre Oribe le 22 octobre 1837 à Yucutujá, département de Salto. Peu de temps après, Rivera fut vaincue dans l'action des Yí, mais la victoire brésilienne-riverista de Palmar, le 15 juin 1838, laissa la République entre les mains de Rivera. En revanche, le blocus imposé par une flotte française à Buenos Aires, gouverné par son allié dans ce conflit, le caudillo gouverneur de la province de Buenos Aires, Juan Manuel de Rosas, a laissé le président Oribe au secret. Pressé par le fleuve et assiégé dans la capitale, Oribe présenta sa démission le 24 octobre 1838, déclarant sa protestation et la légitimité de la position qui l'obligeait à partir.

## Les débuts de lagrande guerred'Uruguay
En 1839, la Grande Guerre d'Uruguay éclate. Le conflit dura du 10 mars 1839 au 8 octobre 1851. Les belligérants étaient, d'une part, les Blancs d'Uruguay, conduits par Manuel Oribe, alliés des fédéraux argentins, alors conduits par Juan Manuel de Rosas ; et, d'autre part, les Colorados, alliés des unitariens argentins. Le conflit a largement transcendé la collectivité des républiques de La Plata et a inclus l'intervention diplomatique et militaire de l'empire du Brésil, de la France et de la Grande-Bretagne, en plus de la participation de forces étrangères (italiennes sous Giuseppe Garibaldi, espagnoles et françaises), dont certaines qu'ils agissaient comme des mercenaires.
De 1839 à 1842 les affrontements se déroulent hors du territoire oriental. Le scénario était le territoire argentin où unitaires et fédéraux s'affrontaient. Rosas a confié à Oribe la responsabilité de l'armée fédérale et Juan Galo Lavalle a fait de même avec Rivera, qui a été laissé aux commandes de l'armée unitaire. En septembre 1840, 17 000 hommes sous le commandement du général Manuel Oribe tentent d'affronter Lavalle qui, n'en commandant que 1 100, se replie sur Santa Fe. Ses troupes sont constamment persécutées et Lavalle échoue successivement dans toutes ses tentatives de réorganisation de son armée meurtrie. Cette campagne se termina par la mort de Lavalle le 9 octobre 1841 lors d'une fusillade avec un détachement avancé des troupes fédérales dans la ville de San Salvador de Jujuy, capitale de la province de Jujuy.

## La défense de Montevideo
Pendant qu'Oribe assiégeait Montevideo, les Colorados ont organisé l'Armée de défense, commandée par l'armée unitaire argentine José María Paz et l'Uruguayen Melchor Pacheco y Obes. Il a été rejoint par plusieurs groupes des communautés française, espagnole et italienne, tous immigrés et pour la plupart des résidents de Montevideo, qui ont formé des «légions» qui étaient numériquement plus nombreuses que les troupes orientales elles-mêmes que les Colorados avaient. En raison de la vague continue d'immigration qui a commencé en 1830, la grande majorité de ces immigrants se sont concentrés dans la capitale où ils ont été enrôlés comme combattants du Colorado.
Selon des observateurs étrangers dans la ville de Montevideo, comme Domingo Faustino Sarmiento, de San Juan, qui faisait un tour du monde en 1848, et d'après le recensement de 1843, la répartition des habitants de la ville s'effectuait ainsi :
Habitants de la ville de Montevideo :
- Européens :.....15 252
- Uruguayens (appelés Orientaux) :....11 431
- Argentins :.....3 170
- Africains : .......1 344

Les habitants s'organisent en milices par nationalités : il s'agissait de la Légion argentine, de la Légion italienne, sous le commandement de Giuseppe Garibaldi, de la Légion basque, de deux bataillons français, sous pavillon uruguayen "oriental", d'un bataillon montévidéen et de trois bataillons de Noirs affranchis.
L'Italien Giuseppe Garibaldi s'était alors installé à Montevideo. En 1842, le gouvernement de la Défense nomma Garibaldi à la tête de la flotte et, le 16 août 1842, une bataille navale eut lieu sur le fleuve Paraná près de la ville de Costa Brava. Les navires commandés par Garibaldi ont été abattus par les forces de Guillermo Brown. Garibaldi revint diriger une escadre navale, à la tête de laquelle il réussit à empêcher les navires de Brown d'occuper l'Isla de Ratas, dans la baie de Montevideo (qui fut alors rebaptisée Isla Libertad), parvenant ainsi à empêcher la tentative de la flotte Rosista bloquer Montevideo.
Garibaldi organisa une unité militaire appelée la Légion italienne, à la tête de laquelle il se mit au service du gouvernement de Montevideo. Parmi ses actions militaires, se distingue celle qui eut lieu hors des murs de Montevideo, appelée le Combat des Trois Croix, le 17 novembre 1843. Après cela - de nouveau embarqué sur sa flottille, et soutenant les escouades françaises et anglaises -, participa dans l'occupation en 1845 de Colonia del Sacramento, de l'île Martín García, de Gualeguaychú et de Salto. Audacieux, il proposa des actions telles que l'enlèvement de Rosas, qui ne furent pas acceptées par le gouvernement de Montevideo, qui craignait de le perdre avec eux.

## Dénouement du siège
En 1851, la situation subit un changement radical. D'une part, le diplomate Andrés Lamas a obtenu de l'empire du Brésil l'engagement d'intervenir dans le conflit en faveur du gouvernement de la Défense. Et, d'autre part, l'entrerriano caudillo Justo José de Urquiza a rompu son alliance avec Rosas. Le 29 mai, un traité d'alliance offensive et défensive a été signé à Montevideo entre le gouvernement de la Défense - qui se présentait comme le seul légitime en Uruguay -, l'empire du Brésil et la province d'Entre Ríos (les signataires étaient, respectivement, Manuel Herrera y Obes, Da Silva Pontes y Cuyás y Sampere). Dans leur texte, les signataires s'engagent à "faire quitter l'Uruguay le général Don Manuel Oribe et les forces argentines qu'il commande", et établissent que tout acte du gouvernement argentin contre cet objectif en ferait un ennemi de la coalition. L'armée de l'Est a été placée sous le général Eugenio Garzón, un ancien homme blanc qui avait changé en raison de désaccords avec Manuel Oribe.
Le 19 juillet, l'Uruguay a été envahi par Urquiza, qui a traversé le fleuve Uruguay à Paysandú, et par Garzón, qui a traversé le même fleuve à Concordia. À Paysandú, Urquiza a été rejoint par Servando Gómez, Lucas Píriz et d'autres officiers oribistes, fatigués de cette guerre sans fin et anticipant son issue. Ignacio Oribe, qui a rejeté avec indignation une offre de passer sur le côté, a tenté de livrer bataille aux envahisseurs, mais a subi la désertion massive de ses troupes. Manuel Oribe, alors, laissa 6 000 hommes au siège et à la tête de 3 000 se dirigea vers Urquiza, unissant ces forces avec celles qui restaient à son frère Ignacio Oribe.
Le 4 septembre, 16 000 soldats brésiliens sous le commandement du marquis de Caxias entrent par Santa Ana et Oribe comprend qu'il n'a aucune chance de résister. Le marquis n'hésita pas à soudoyer de nombreux politiciens et fonctionnaires d'Oribe. Il envoya Lucas Moreno à Urquiza avec des instructions pour parvenir à un accord et se retira du gouvernement de Cerrito. Après une longue négociation, l'accord qui met fin à la Grande Guerre est signé le 8 octobre 1851. Selon ce document :
- L'Uruguay est resté sous le contrôle du gouvernement de la Défense, qui s'est engagé à convoquer des élections dès que possible.
- Il a été établi que tous les Orientaux, quel que soit le camp avec lequel ils s'étaient alignés, auraient les mêmes droits.
- Qu'Oribe était libre et pouvait disposer de sa personne.
- Que les actes du gouvernement de Cerrito soient considérés comme légaux à toutes fins.
- Que le nouveau gouvernement à élire assumerait les dettes contractées par lui.
- Il a été reconnu que la résistance à l'intervention anglo-française avait été faite dans le but de défendre l'indépendance de l'Est.

En somme, le conflit s'est terminé « sans perdants ni gagnants ».

## Postérité
Le siège a inspiré un livre de l'écrivain français Alexandre Dumas, Montevideo ou Une nouvelle Troie (1850).